# Javad Tabatabai

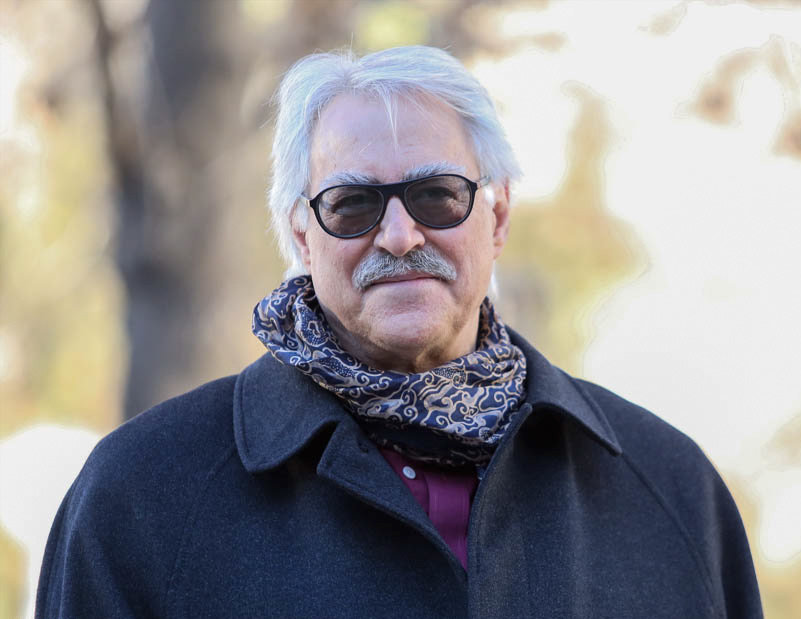
Javad Tabatabai (2017)

Seyyed Javad Tabatabai (persisch جواد طباطبایی‎; * 14. Dezember 1945 in Täbris; gestorben 28. Februar 2023 in Irvine, Kalifornien) war ein iranischer Philosoph und Autor.

## Leben und Wirken
Tabatabai promovierte in Politischer Philosophie an der Université Paris 1 Panthéon-Sorbonne mit einer Dissertation über Hegel. Er war guest fellow am Wissenschaftskolleg zu Berlin sowie an der Syracuse University. Er publizierte zahlreiche Bücher über die politische Ideengeschichte in Europa und im Iran.
Tabatabai war Emeritus und Vizedekan der Fakultät für Rechts- und Politikwissenschaften der Universität Teheran.
1995 wurde er zum Ritter des Ordre des Palmes Académiques geschlagen.

## Werke
- Eine Einführung in die Geschichte des politischen Denkens im Iran
- Der Untergang des politischen Denkens im Iran
- Ibn Khaldun und Sozialwissenschaften: Essay über Bedingungen der Unmöglichkeit der Sozialwissenschaften in der islamischen Zivilisation
- Nizām al-Mulk und iranische politische Denken: Essay über Kontinuität des iranischen Denkens
- Gedanken über den Iran (1): Eine Einführung in die Theorie des Untergang des Irans
- Gedanken über den Iran (2A): Täbriser Schule und die Grundlage der Moderne
- Gedanken über den Iran (2B): Die Grundlage der Verfassungslehre – Rechtsstaatstheorie im Iran
- Geschichte des politischen Denkens in Europa (1a) – von Renaissance (1500) bis zur Französischen Revolution (1789): Streit der Alten und der Neuen
- Geschichte des politischen Denkens in Europa (1b) – von Renaissance (1500) bis zur Französischen Revolution (1789) :
- Geschichte des politischen Denkens in Europa (1c) – von Renaissance (1500) bis zur Französischen Revolution (1789) :
- Betrachtungen über Übersetzungen der Schlüsselwerke politische Ideengeschichte der Neuzeit: Machiavellis der Fürst und seine persische Übersetzungen